# 冯瓴镇
冯瓴镇，是中华人民共和国安徽省六安市霍邱县下辖的一个乡镇级行政单位。

## 行政区划
冯瓴镇下辖以下地区：
马台村、民生村、秦台村、新台村、沛西村、冯台村、柳台村、冯瓴村、花墙村、唐庄村、龚岗村、新仓村和三赵郢村。
大台子
高湾村